# Большаков, Владимир Иванович
Владимир Иванович Большаков (р. 13 мая 1946 года, Днепропетровск) — украинский учёный в области физического металловедения.
Доктор технических наук (1985), профессор, заслуженный деятель науки и техники Украины, лауреат Государственной премии Украины в области науки и техники, академик Академии строительства Украины.
Племянник К. Ф. Стародубова.

## Биография
Родился в семье служащих, мать заведовала кафедрой гигиены питания в Днепропетровском медицинском институте.
Окончил с отличием Днепропетровский металлургический институт (1969) по специальности «Металловедение и термическая обработка металлов». Учился в Московском инженерно-строительном институте им. Куйбышева. Защитил кандидатскую диссертацию (1973).
С 1972 года работает в Днепропетровском инженерно-строительном институте. С 1987 по 1994 — ректор Днепропетровского инженерно-строительного института, с 1994 по 2018 — ректор Приднепровской государственной академии строительства и архитектуры, с 2018 — профессор кафедры Материаловедения и обработки материалов.

## Научно-техническая и научно-организационная деятельность
С 1978 года до настоящего времени В. И. Большаков развивает научную школу академика АН Украины К. Ф. Стародубова, исследуя возможности упрочнения строительных сталей в массовом потоке их производства. Как результат исследовательской деятельности В. И. Большакова — 25 кандидатских и 19 докторских диссертаций, защищенных под его научным руководством.
Во время его ректорства в академии были созданы четыре специализированных совета по защите кандидатских и докторских диссертаций, в которых были защищены 435 кандидатских и 89 докторских диссертаций.
Большаков В. И — автор 18 монографий, 26 учебников и учебных пособий, более 1700 научных статей. Получены 20 авторских свидетельств и 272 патента на изобретение.
Большаков В. И. является организатором и постоянным участником разноплановых научных проектов:
- Международная научная конференция «Стародубовские чтения», которая проводится ежегодно с 1991 года;
- Межрегиональный научный семинар «Проблемы современного материаловедения», который проводился ежегодно с 1998 по 2018 год;
- Теоретические основы строительства : украинско-польский научный семинар, который проводился с 1994 по 2018 год;
- Международная научно-практическая конференция «Инновационные технологии жизненного цикла объектов гражданского, промышленного и транспортного назначения».

Большаков В. И. — главный редактор журналов: «Металловедение и термическая обработка металлов», «Вестник Приднепровской государственной академии строительства и архитектуры», «Новости инженерных наук Приднепровья» и сборников научных трудов: «Строительство, материаловедение, машиностроение», «Теоретические основы строительства».
Большаков В. И. — автор книг по краеведению:
- Екатеринослав сквозь века: альбом почтовых открыток 1895—1917 г.г. : открытки из коллекции Владимира Ивановича Большакова / под ред. В. И. Большакова, Т. А. Шпаковской. — Днепропетровск : ПГАСА, 2011.
- Гуляев Г. И. А так ли это было? Полемические очерки истории Екатеринослава-Днепропетровска / Г. И. Гуляев, В. И. Большаков, В. С. Мороз. — Днепропетровск : ПГАСА, 2004. — 333 с. : 98 ил. — ISBN 966-323-003-7.
- Подорож крізь століття (1930—2015) : [зб. нарисів історії кафедр академії] / Придніпр. держ. академія буд-ва та архітектури; голов. ред. В. І. Большаков; літ. ред. та відп. за вип. Т. А. Шпаковська. — Дніпропетровськ : ПДАБА, 2015. — 412 с. — ISBN 978-966-323-128-0.
- Гуляев Г. И. Очерки истории Екатеринослава (А так ли это было?) : в 2 кн. Кн.1 : (1775—1886) / Г. И. Гуляев, В. И. Большаков, В. С. Мороз. — 2-е изд., испр. и доп. — Днепропетровск : ПГАСА, 2007—201 с. : ил. — ISBN 978-966-323-043-6.
- Гуляев Г. И. Очерки истории Екатеринослава (А так ли это было?) : в 2 кн. Кн. 2 : (1886—2006) / Г. И. Гуляев, В. И. Большаков, В. С. Мороз. — 2-е изд., испр. и доп. — Днепропетровск : ПГАСА, 2007—207 с. : 62 ил. — ISBN 978-966-323-044-3.

На протяжении двух десятилетий Большаков В. И. вел большую общественную работу, являясь заместителем Председателя Совета ректоров Днепропетровской госадминистрации, Президентом Фонда социальной защиты, поддержки и помощи ученым Украины и членам их семей.
С 1993 г. до 2018 г. руководил Днепропетровским отделением Академии строительства Украины.

## Награды и звания
Член Международной инженерной академии (1994), Академии строительства Украины 1995), Академии высшей школы Украины (1995).
Почетный профессор Университета Св. Климента Охридского (1996, Битола), Варшавского политехнического университета (2002), Приднепровской государственной академии строительства и архитектуры (2008), Национальной металлургической академии Украины (2011).
Почетный доктор Днепровского национального университета им. О. Гончара (2016).
Почетный академик Национальной академии педагогических наук Украины (2018).
Действительный член Общества черной металлургии США и Канады, Института материалов (Великобритания), Европейского общества математиков и механиков (Германия), Общества мостов и конструкций (Швейцария), Института горных, металлургических и нефтяных инженеров (Канада).
Заслуженный деятель науки и техники Украины (1992)
Лауреат Государственной премии Украины в области науки и техники (1999)
С 2000 по 2010 гг. — член экспертного совета Комитета по присуждению государственных премий Украины (по строительству).
В 2001 г. удостоен почетного звания «Заслуженный инженер России».
Награжден Почетной грамотой Верховного Совета Украины «За особые заслуги перед украинским народом» (2003).
В 2007 г. награжден дипломом секции естественных и технических наук президиума Академии наук высшей школы и науки Украины о присвоении награды Юрия Тарана-Жовнира за весомый вклад в развитие технической науки и материаловедения.
Отмечен дипломом Совета Американского биографического института «За выдающиеся деяния человечества» (2010)
Удостоен звания ЧЕЛОВЕК ГОДА 1997, 1998 Британским биографическим институтом в области образования.
Удостоен звания ЧЕЛОВЕК ГОДА 2011, 2012 Американским биографическим институтом в области образования.
Награжден орденами и медалями:
- орденом Правительства Франции «Академическая пальмовая ветвь» II степени (офицер) (1992);
- медалью «За службу родному городу» (1997);
- медалью республики Македония (1997);
- орденами «За заслуги» II и III степеней (2000, 2006);
- офицерским крестом «Ордена Св. Станислава» IV степени (2000);
- орденом Святого Дмитрия Солунского IV степени (2002);
- орденами «Святого Князя Владимира» IV степени (2004) и орденом УПК «Равноапостольный Князь Владимир» I степени(2006) за восстановление и строительство новых храмов на территории Днепропетровской области;
- медаль «За заслуги перед городом» (2006);
- Большой серебряной медалью Варшавской политехники (2007);
- орденами преподобного Нестора Летописца ІІІ степени (2015) и I степени (2016).

Научные достижения В. И. Большакова были отмечены премиями:
- Международной инженерной академии им. академика К. Ф. Стародубова (1994);
- Академии строительства Украины им. академика М. С. Будникова (2000, 2002, 2012);
- премией Международной инженерной академии им. Б. Е. Патона (2001);
- Академии наук Высшей школы Ярослава Мудрого (2002);
- НАН Украины им. Курдюмова (2017).